# Strategy (Pier Gonella)
Strategy è il primo album solista in studio del chitarrista Pier Gonella, pubblicato il 7 gennaio 2020 da MusicArt/DiamondsProd .

## Descrizione
L'album è stato registrato presso il MusicArt studio, ovvero lo studio di registrazione di Pier Gonella, che ha curato anche il missaggio e la masterizzazione.
Contiene 9 brani strumentali ed il genere è Hard rock strumentale americano degli anni 90 molto ispirato a Joe Satriani, come lo stesso Gonella ha dichiarato in una recente intervista: Sicuramente Joe Satriani è stata una grande influenza, non solo come solista, ma anche come compositore per la sua capacità di creare rock strumentale piacevole per i non musicisti.. Dal disco sono stati estratti i due singoli "Strategy" e "Liberland".
Il disco riceve nel complesso critiche molto positive in particolar modo per il fatto di essere un disco di canzoni melodiche e non un album tecnico autocelebrativo, ad esempio la webzine "Rock Rebel Magazine" definisce l'album come un lavoro intriso di passione per la musica, dove la tecnica è al servizio della canzone e non viceversa.

## Tracce
1. Strategy – 3:35
2. Rocks n Roll – 4:54
3. The Pied Piper – 4:25
4. Liberland – 4:14
5. La Graciosa – 5:06
6. The Spark Of Life – 4:33
7. Devil At God’s Pub – 3:52
8. Crazy Numbers – 3:49
9. To The Next Party – 5:24

## Formazione
- Pier Gonella – chitarra
- Giulio Belzer – basso
- Marco Pesenti – batteria